# Manoello
Immánuel ben Salamon (héberül: עמנואל הרומי), Római Immánuel, vagy olaszosan Manoello (Róma, 1261 körül – Fermo, 1328/1330 körül) középkori itáliai zsidó költő.

## Élete
Rómában született a Zifróni-családból. Csodagyermeknek tartották fiatalon megszerzett hatalmas tudása miatt. Tanulmányozta a zsidó vallásos irodalmat, a világi tudományokat és a korabeli filozófusok műveit, illetve a zsidó és keresztény költők alkotásait. Büszkén hangoztatta, hogy többet költ a könyvek olvasásához szükséges mécsesbe való olajra, mint más borra. Úgy vélte, hogy 6 éves korában már olyan bölcs volt, mint más 80 évesen. Jólét vette körül, házába szabadon bejárhattak a tudósok. Sokoldalú irodalmi működésében kevés az eredeti gondolat, inkább mások véleményét tudta egyedivé tenni. A spanyol és provence-i zsidó műveltség mellett megfigyelhető a kibontakozó keresztény reneszánsz hatása is művein. Ismerte, és barátként tisztelte Dantét, akinek hatása meglátszik költészetén. Halálakor Cino da Pistoia korabeli jogtudós és költő Bosone da Gubbio költőhöz, Manoello barátjához intézett versben mutatott rá Dante és Manoello barátságára.

## Művei
Számos allegorizáló bibliai kommentárt alkotott. Ezekben a filozófia mellett nagy hangsúlyt helyez a természetes értelem vizsgálódásaira. Legjelentősebb ilyen kommentárja a Prédikátor könyvéhez íródott, ezt a művét már könyvnyomtatás megjelenése után nem sokkal, 1487-ben nyomtatásban is kiadták. Az Énekek énekéhez írott magyarázatában Mózes ibn Tibbont veszi alapul. Eben Bóchan című nyelvészeti munkájában elsősorban a Biblia beszédmódjait fejtegeti. Költeményeit csak élete végén, 1328 körül állította össze, amikor Rómából Fermoba ment. Ez a Mechabberót című versgyűjtemény (első kiadásaː 1491, Brescia) különböző időben íródott, stílusukban és tartalmukban egymástól eltérő költemények összessége, melyeket a költő Bevezetéssel látott el. A 27 fejezet tartalmaz gazálokat, keresztény szonetteket, metrumos verseket, imákat, elégiákat, himnuszokat, rímes prózában írott leveleket. Verseiben Jehuda Alharizit vette alapul, de verstechnikáját tovább fejlesztette a keresztrím alkalmazásával. Költeményeinek hangja gyakran szeszélyes gúnyos, ráadásul nem egyszer erotikus, frivol – ez utóbbiért átokkal is sújtották a zsidó rabbik költőt. Fiatalkori versének legfőbb tárgya a laza felfogású szerelem. Később megkomolyodott, és házassága után feleségéről írt dicsőítő, erkölcsös költeményeket. Ahogy öregedett, fokozatosan komorabbá vált, megcsömörülve a pogány életörömöktől a lét mulandóságával, a vallás és az erkölcs kérdéseivel kezdett foglalkozni.
Később csatolták a versgyűjteményhez 28. fejezetként a rímes prózában írott, Dante Isteni színjátékát utánzó  Ha-tófet ve Ha-Éden ('Éden és Pokol') című alkotását. Danténél valamivel természetesebb, emberibb a mű hangja. Manoello kerüli a Dantét jellemző olykor fárasztó szimbolikák és teológiai reflexiók használatát, ugyanakkor elfogadóbb más vallások iránt mesterénél. Érdekesség, hogy Poklában – a fösvények, gazdagok, tékozlók, álszentek, népámítók, haszonlesők, szofisták, kuruzslók stb. mellett – több nevezetes gondolkodó és filozófus is (pl. Hippokratész, Arisztotelész, Galénosz, Avicenna) is szerepel. A Poklot követően vezetője, Dániel próféta Manoellot az Édenbe kalauzolja. Itt a bibliai történetek kimagasló alakjai a költő elé sietnek, és neki ítélik az összes szentírásmagyarázó közül az elsőséget mutató pálma ágat.
Manoellot a zsidó irodalom mellett az olasz irodalom művelőjeként is számon tartják. Fermoi költőtársa, Bosone da Gubbio Manoellohoz írott versében nagyrabecsülését fejezte ki, amelyre Manoello egy olasz nyelvű költeménnyel felelt. Emellett 4 olasz szonettje és egy tréfás költeményének részlete maradt olaszul az utókorra.

## Magyar nyelvű fordítások
Manoello teljes életműve mindezideig nem rendelkezik magyar nyelvű fordítással. Kisebb szemelvények jelentek meg műveiből:
- Frisch Ármin: Szemelvények a Biblia utáni zsidó irodalomból, Pallas Irodalmi és Nyomdai Rt., Budapest, 1906 (reprint kiadás: Auktor Könyvkiadó, Budapest, 1993, ISBN 963-7780-24-6, 413 p), 318–320. oldal
- Héber költők antológiája – Kardos László műfordításai, Magyar Zsidók Pro Palesztina Szövetsége, Budapest, 1943, 35–36. oldal
- Kecskeméti Ármin: A zsidó irodalom története I–II. Budapest: Izraelita Magyar Irodalmi Társulat. 1908–1909.   → reprint kiadás: Kecskeméti Ármin: A zsidó irodalom története I–II. Budapest: Bethlen Gábor Könyvkiadó. 1994.  ISBN 963-7426-20-5 , I. köt., 80–83., 85–88. o.
- Makai Emil (ford.): Zsidó költők – műfordítások Salamon ibn Gabirol, Juda Halévi, Sámuel Hánágid, Mózes ibn Ezra, Ábrahám ibn Ezra, Chárizi, Manuello verseiből / XI.–XIV. század, Singer és Wolfner Kiadása, Budapest, 1895, 179–191. oldal
- Patai József: Héber költők I–V., műfordítások, Izraelita Magyar Irodalmi Társaság, Budapest, 1910–1912
(Új kiadás → Patai Józsefː Héber költők – A középső kapu (Nemzeti könyvtár sorozat: Magyar ritkaságok rovat, 49. mű, Köves Slomó EMIH vezető rabbi ajánlásával), Magyar Közlöny Lap- és Könyvkiadó, Budapest, 2015, ISBN 978-615-5269-73-8, 96–106. o.)
- Scheiber Sándor: A feliratoktól a felvilágosodásig – Kétezer év zsidó irodalma (Zsidó irodalomtörténeti olvasmányok), Múlt és Jövő Lap- és Könyvkiadó, Budapest, 1997, ISBN 963 85697 4 3, 225–233. o.
- (szerk.) Trencsényi-Waldapfel Imre: Világirodalmi antológia II., Tankönyvkiadó Vállalat, Budapest, 1955, 240–241. o.

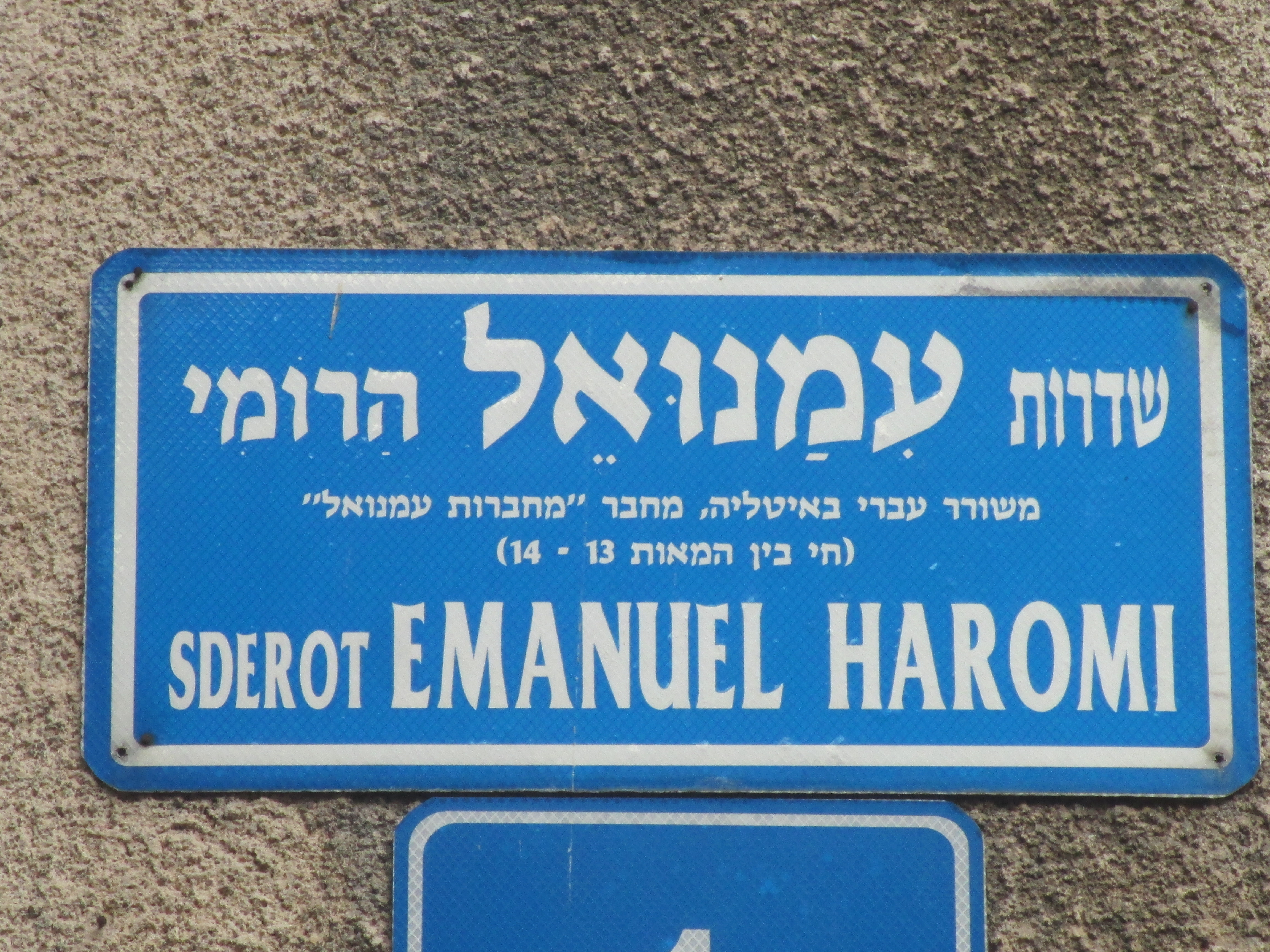
Utcatábla az Emanuel Haromi Boulevardon, Tel-Avivban

## Emlékezete
Tel-Avivban és Haifában utcáit neveztek el róla.